# Башкирский изумруд
«Башкирский изумруд» — сорт яблони домашней.

## Происхождение
Позднеосенний сорт яблони «Башкирский изумруд» получен от скрещивания сортов «Уральское наливное» и «Коричное новое» учёными Г.А. Мансуровым, Х. Н. Фазлиахметовым, Т. Г. Деминой в Башкирском НИИ сельского хозяйства.

## Распространение
Сорт районирован в Республике Башкортостан, Кировской и Оренбургской областях в 2001 году. По замыслу авторов, сорт является некой заменой или улучшенным вариантом самого распространенного у нас сорта — «Уральское наливное».

## Характеристика сорта
Дерево среднего размера средней густоты кроны. Форма кроны раскидистая в молодом возрасте, широкоокруглая в плодоносящем возрасте. Ветви прямые, отходят от ствола под углом близким к 90 градусов. Кора на штамбе и основных ветвях гладкая, зеленоватого цвета. Вступает в плодоношение на 4-5 год. Урожайность 160—470 ц/га. Плодоношение регулярное, осыпаемость слабая.
Побеги тонкие, прямые, округлые, коричнево-бурого цвета. Чечевички малочисленные, мелкие, выпуклые. Почки прижатые, красновато-коричневые, конусовидные. Листья средние, удлинённые. Цветки средние, мелкочашевидные, розоватые с рыльцами, расположенными выше пыльников.
Плоды весом 55-87 г, одномерные, конические, слаборебристые, правильной формы с гладкой кожицей средней толщины.
Химический состав плодов сорта: сухих веществ — 16,4 %, сахаров — 10,4 %, кислотность — 0,47, пектина — 0,79 %, аскорбиновой кислоты — 11 мг/100 г.
Срок хранения плодов составляет 120 дней. Лучшие опылители: «Башкирский красавец», «Бузовьязовское», «Уральское наливное».
К достоинствам сорта относится высокая зимостойкость, устойчивость к парше.